# Agnes M. Sigurðardóttir
Agnes Margrétardóttir Sigurðardóttir (nascida em 19 de outubro de 1954) é uma prelada islandesa que foi bispo da Islândia de 2012 a 2024. Ela é a primeira mulher a ser eleita bispo da Igreja da Islândia.

## Biografia
Agnes nasceu na pequena Ísafjörður, filha de Sigurður Kristjánsson, pároco e deão da diocese de Ísafjörður, e Margrétar Hagalínsdóttir, parteira. Estudou teologia na Faculdade de Teologia da Universidade da Islândia e concluiu seu exame de admissão em 1981. Também fez pós-graduação na Universidade de Uppsala, na Suécia, e na Universidade da Islândia.
Agnes foi nomeada Representante da Juventude da Igreja Nacional em 1981, imediatamente após concluir seus estudos e serviu nesse cargo até 1986. Em 20 de setembro de 1981, tornou-se a terceira mulher a ser ordenada padre na Igreja da Islândia, servindo ao ministério com jovens e paralelamente ao seu trabalho na Catedral de Reykjavík.
Em 1º de novembro de 1986, tornou-se pároca em Hvanneyri, até 8 de outubro de 1994, quando assumiu a paróquia de Bolungarvík, além de decana dos Fiordes Ocidentais, desde 23 de julho 1999. Foi membro do conselho da Associação Pastoral Islandesa e de vários comitês da igreja nacional. Também prestou serviços pastorais em distritos vizinhos.
Agnes tem dois filhos e uma filha. Ela tem participado ativamente da vida musical da Islândia, tocando piano e órgão e cantando em corais.

### Episcopado
Então pastora em Bolungarvík e decana da região dos Fiordes Ocidentais, Agnes M. Sigurðardóttir foi eleita bispa da Islândia em abril de 2012, com 64,3% dos votos em um segundo turno. Agnes é a 57ª bispa desde Ísleifur Gissurarson (1056) e a primeira mulher eleita para este cargo. Sua eleição se deu em momento de crise profunda da Igreja da Islândia.
Ela foi ordenada bispa na igreja de Hallgrímskirkja, em Reykjavík, em 24 de junho de 2012. Seu antecessor, o bispo emérito Karl Sigurbjörnsson, foi o principal consagrante, com os demais bispos da Islândia, mas também participaram onze bispos e arcebispos estrangeiros, incluindo Anders Wejryd, Arcebispo de Uppsala e Primaz da Igreja da Suécia, Kari Mäkinen, Primaz da Igreja Evangélica Luterana da Finlândia, Michael Geoffrey Saint-Aubyn Jackson, Arcebispo de Dublin, David Chillingworth,  Primus da Escócia. Tomou posse em 1 de julho, com sua nomeação pelo Presidente da Islândia, Ólafur Ragnar Grímsson, para um mandato de cinco anos. Seu mandato foi prorrogado por mais cinco anos, com término previsto para 30 de junho de 2022.
Em julho de 2012, recebeu a Grã-Cruz da Ordem do Falcão, concedida pelo Presidente da Islândia, "pelo trabalho e liderança em assuntos da igreja nacional e da vida religiosa".
Pesquisas nacionais indicavam a diminuição da satisfação com o trabalho da bispa Agnes: 45% entre 2011 e 2012, um aumento considerável em comparação com seu antecessor no ano seguinte; em 2018, 14% dos entrevistados estavam satisfeitos, contra 27% do ano anterior, enquanto as mulheres, em geral, estavam mais satisfeitas; em 2023, apenas 11%.
Ela ganhou as manchetes por suas declarações, que contribuiriam para o aumento da desconfiança da população. Agnes reclamou de seu salário e outras vantagens que vinham com o cargo, argumentando que pagar um aluguel simbólico para morar na mansão do Bispo não era uma vantagem muito generosa. No outono de 2019, após mais um aumento da insatisfação, ela mencionou que houve um colapso moral na sociedade quando o cristianismo deixou de ser ensinado nas escolas.
Ao final de seu segundo mandato, em 2022, Ragnhildur Ásgeirsdóttir, Diretora Executiva do Gabinete do Bispo da Islândia, nomeou sua superiora, Sigurðardóttir, para servir como bispo interino por 28 meses. No entanto, a recondução foi feita sem o conhecimento do sínodo.
Em 2022, um ministro suspenso entrou com uma ação judicial contra a Bispa Sigurðardóttir, alegando que ela não tinha autoridade, segundo os cânones da igreja estatal, para removê-lo do cargo, pois sua nomeação foi imprópria. A questão foi encaminhada ao Juiz da Suprema Corte Einar Gautur Steingrímsson para julgamento. Ele afirmou que “a situação é que não há decisões que a bispa Agnes M. Sigurðardóttir tenha tomado após 1º de julho de 2022 que sejam válidas", concluindo, “Não há bispo na Islândia”.
No seu sermão de Ano Novo de 2023, Agnes anunciou que não iria concorrer ao cargo de bispo em 2024 devido a problemas de saúde; ao fazer um balanço, ela disse: "A Igreja que me elegeu para liderar a Igreja Nacional há 10 anos não é a mesma".

Ao ser entrevistada pelo periódico Heimildin, a bispa cessante explicou sua versão de todo o caso, e devolveu o problema para o Sínodo, afirmando que sofreu humilhação após a incerteza quanto à legitimidade de suas funções oficiais. Ela afirmou que o Sínodo deveria ter resolvido a questão e dissipado a incerteza sobre sua posição. Segundo Agnes, um bispo homem jamais deveria ter sofrido tal conduta nas mãos de um Sínodo.
Isso está acontecendo porque eu sou mulher. Essa é uma das razões. Acho que isso nunca teria acontecido se eu fosse homem. A outra razão é que a pessoa que apresentou a proposta no sínodo agora está muito disposta a me menosprezar, a menosprezar minhas palavras e a distorcê-las para que eu o veja como alguém em uma espécie de jornada para menosprezar a mim e ao ofício episcopal. [...] Fui simplesmente humilhada pelo sínodo. Tanto a mim quanto ao ofício. Essas são palavras fortes, mas este é o meu sentimento."
Em 2024, outra mulher, Guðrún Karls Helgudóttir, foi eleita como sua sucessora e empossada como Bispa da Islândia em 1º de setembro.